# Olax psittacorum
Olax psittacorum là một loài thực vật thuộc họ Olacaceae. Loài này có ở Mauritius và Réunion. Chúng hiện đang bị đe dọa vì mất môi trường sống.